# Сван (лунный кратер)
Кратер Сван (лат. Swann) — крупный ударный кратер в северном полушарии обратной стороны Луны. Название присвоено в честь англо-американского физика Уильяма Фрэнсиса Сванна (1884—1962) и утверждено Международным астрономическим союзом в 1970 г. 

## Описание кратера
Ближайшими соседями кратера являются кратер Комптон на северо-западе; кратер Бекеши на востоке; кратер Милликен на востоке-юго-востоке и кратер Петри на юге-юго-западе. Селенографические координаты центра кратера 51°58′ с. ш. 112°31′ в. д. / 51,96° с. ш. 112,52° в. д., диаметр 42,2 км, глубина 2,2 км.
Кратер Сван перекрыт породами выброшенными при образовании кратера Комптон и трудно различим на фоне окружающей местности. На севере-северо-востоке находятся два приметных сателлитных кратера – Сван A и Сван C.

## Сателлитные кратеры

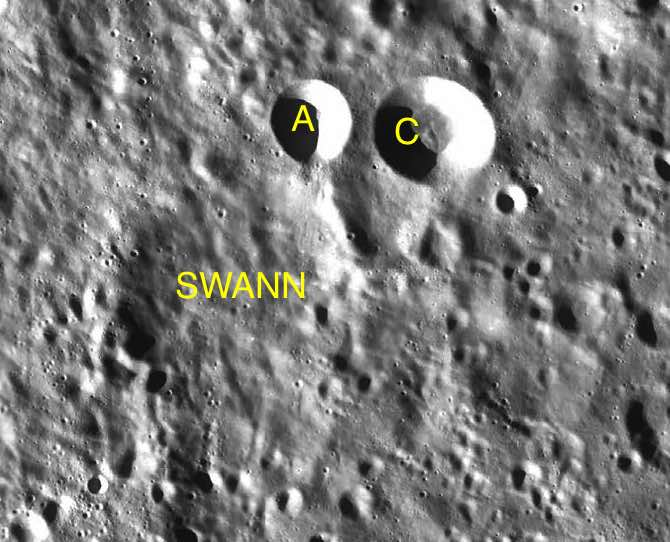
Фрагмент карты LAC-16.

| Сван | Координаты                                              | Диаметр, км |
| ---- | ------------------------------------------------------- | ----------- |
| A    | 52°57′ с. ш. 113°08′ в. д. / 52,95° с. ш. 113,14° в. д. | 14,5        |
| C    | 52°54′ с. ш. 114°17′ в. д. / 52,9° с. ш. 114,28° в. д.  | 20,7        |